# Mars 2006
| Mars 2006 |
| Månader under 2006: Januari · Februari · Mars · April · Maj · Juni · Juli · Augusti · September · Oktober · November · December ← December 2005 · Januari 2007 → |

## Händelser

### 1 mars
- Tjeckien stoppar adoptioner till Sverige efter att en adopterad pojke dött.[1]

### 2 mars
- Europeiska centralbanken höjer sin viktigaste styrränta med 0,25 procentenheter till 2,5 procent.[2]
- Menzies Campbell väljs till ny partiledare för brittiska Liberaldemokraterna.[3]
- Den finländska regeringen bestämmer att det inte ska vara tillåtet att sälja alkohol före klockan nio på morgonen.[4]

### 5 april
- I Finland går 11 000 busschaufförer och transportarbetare ut i strejk.[5]
- Det amerikanska telekomföretaget AT&T meddelar att det tänker köpa BellSouth.

### 9 mars
- En tidigare lärare tar tjugo elever och två lärare som gisslan i Le Mans, Frankrike. Han ger upp samma dag utan att någon skadats.[6]